# Consigli P
I cosiddetti consigli P (Precautionary statements) sono prescrizioni di natura sanitaria contenute all'interno del Regolamento (CE) n. 1272/2008 e rappresentano consigli di prudenza relativi a sostanze chimiche.
In Italia, l'Istituto superiore di sanità ha fatto sue queste indicazioni, redistribuendole in sue pubblicazioniElenco dei consigli P Archiviato il 29 novembre 2015 in Internet Archive. sul sito dell'ISS</ref>.
I consigli P hanno sostituito le più vecchie frasi S, oggi abrogate.
I consigli P sotto elencati sono aggiornati alle successive modifiche del Regolamento ai fini dell'adeguamento al progresso tecnico e scientifico.

## Elenco dei consigli P

### Consigli di prudenza di carattere generale
- P101 – In caso di consultazione di un medico, tenere a disposizione il contenitore o l'etichetta del prodotto.
- P102 – Tenere fuori dalla portata dei bambini.
- P103 – Leggere l'etichetta prima dell'uso.

### Consigli di prudenza – Prevenzione
- P201 – Procurarsi le istruzioni prima dell'uso.
- P202 – Non manipolare prima di avere letto e compreso tutte le avvertenze.
- P210 – Tenere lontano da fonti di calore, superfici riscaldate, scintille, fiamme e altre fonti di innesco. Vietato fumare. [modificato]
- P211 – Non vaporizzare su una fiamma libera o altra fonte di accensione. [modificato]
- P212 – Evitare di riscaldare sotto confinamento o di ridurre l'agente desensibilizzante. [modificato]
- P220 – Tenere lontano da indumenti e altri materiali combustibili.
- P221 – [soppresso]
- P222 – Evitare il contatto con l'aria.
- P223 – Evitare qualunque contatto con l'acqua. [modificato]
- P230 – Mantenere umido con...
- P231 – Manipolare e conservare in atmosfera di gas inerte/...
- P232 – Proteggere dall'umidità.
- P233 – Tenere il recipiente ben chiuso.
- P234 – Conservare soltanto nell'imballaggio originale.
- P235 – Tenere in luogo fresco.
- P240 – Mettere a terra e a massa il contenitore e il dispositivo ricevente.
- P241 – Utilizzare impianti [elettrici/di ventilazione/d'illuminazione/...] a prova di esplosione.
- P242 – Utilizzare utensili antiscintillamento.
- P243 – Fare in modo di prevenire le scariche elettrostatiche.
- P244 – Mantenere le valvole e i raccordi liberi da grasso e olio. [modificato]
- P250 – Evitare le abrasioni/gli urti/gli attriti...
- P251 – Non perforare né bruciare, neppure dopo l'uso. [modificato]
- P260 – Non respirare la polvere/i fumi/i gas/la nebbia/i vapori/gli aerosol.
- P261 – Evitare di respirare la polvere/i fumi/i gas/la nebbia/i vapori/gli aerosol. [modificato]
- P262 – Evitare il contatto con gli occhi, la pelle o gli indumenti.
- P263 – Evitare il contatto durante la gravidanza e l'allattamento.
- P264 – Lavare accuratamente ... dopo l’uso.
- P270 – Non mangiare, né bere, né fumare durante l'uso.
- P271 – Utilizzare soltanto all'aperto o in luogo ben ventilato.
- P272 – Gli indumenti da lavoro contaminati non devono essere portati fuori dal luogo di lavoro.
- P273 – Non disperdere nell'ambiente.
- P280 – Indossare guanti/indumenti protettivi/proteggere gli occhi/proteggere il viso/proteggere l'udito/... [modificato]
- P281 – [soppresso]
- P282 – Utilizzare guanti termici isolanti e schermo facciale o protezione per gli occhi.
- P283 – Indossare indumenti completamente ignifughi o in tessuti ritardanti di fiamma.
- P284 – [Quando la ventilazione del locale è insufficiente] indossare un apparecchio di protezione respiratoria. [modificato]
- P285 – [soppresso]
- P231 + P232 – Manipolare e conservare in atmosfera di gas inerte/... Tenere al riparo dall'umidità.
- P235 + P410 – Tenere in luogo fresco. Proteggere dai raggi solari.

### Consigli di prudenza – Reazione
- P301 – IN CASO DI INGESTIONE:
- P302 – IN CASO DI CONTATTO CON LA PELLE:
- P303 – IN CASO DI CONTATTO CON LA PELLE (o con i capelli):
- P304 – IN CASO DI INALAZIONE:
- P305 – IN CASO DI CONTATTO CON GLI OCCHI:
- P306 – IN CASO DI CONTATTO CON GLI INDUMENTI:
- P307 – [soppresso]
- P308 – In caso di esposizione o di possibile esposizione: [modificato]
- P309 – inalare gas tossici
- P310 – Contattare immediatamente un CENTRO ANTIVELENI/un medico/... [modificato]
- P311 – Contattare un CENTRO ANTIVELENI/un medico/... [modificato]
- P312 – In caso di malessere, contattare un CENTRO ANTIVELENI/un medico/... [modificato]
- P313 – Consultare un medico.
- P314 – In caso di malessere, consultare un medico.
- P315 – Consultare immediatamente un medico.
- P320 – Trattamento specifico urgente (vedere... su questa etichetta).
- P321 – Trattamento specifico (vedere ... su questa etichetta).
- P322 – [soppresso]
- P330 – Sciacquare la bocca.
- P331 – NON provocare il vomito.
- P332 – In caso di irritazione della pelle:
- P333 – In caso di irritazione o eruzione della pelle:
- P334 – Immergere in acqua fredda [o avvolgere con un ben daggio umido].
- P335 – Rimuovere dalla pelle le particelle.
- P336 – Sgelare le parti congelate usando acqua tiepida. Non sfregare la parte interessata.
- P337 – Se l'irritazione degli occhi persiste:
- P338 – Togliere le eventuali lenti a contatto se è agevole farlo. Continuare a sciacquare.
- P340 – Trasportare l'infortunato all'aria aperta e mantenerlo a riposo in posizione che favorisca la respirazione. [modificato]
- P341 – [soppresso]
- P342 – In caso di sintomi respiratori:
- P350 – [soppresso]
- P351 – Sciacquare accuratamente per parecchi minuti.
- P352 – Lavare abbondantemente con acqua/... [modificato]
- P353 – Sciacquare la pelle [o fare una doccia].
- P360 – Sciacquare immediatamente e abbondantemente gli indumenti contaminati e la pelle prima di togliersi gli indumenti.
- P361 – Togliere immediatamente tutti gli indumenti contaminati. [modificato]
- P362 – Togliere gli indumenti contaminati. [modificato]
- P363 – Lavare gli indumenti contaminati prima di indossarli nuovamente. [modificato]
- P364 – E lavarli prima di indossarli nuovamente. [introdotto da IV ATP]
- P370 – In caso di incendio:
- P371 – In caso di incendio grave e di quantità rilevanti:
- P372 – Rischio di esplosione.
- P373 – NON utilizzare mezzi estinguenti se l'incendio raggiunge materiali esplosivi.
- P374 – Utilizzare i mezzi estinguenti con le precauzioni abituali a distanza ragionevole.
- P375 – Rischio di esplosione. Utilizzare i mezzi estinguenti a grande distanza.
- P376 – Bloccare la perdita se non c'è pericolo.
- P377 – In caso d'incendio dovuto a perdita di gas, non estinguere a meno che non sia possibile bloccare la perdita senza pericolo.
- P378 – Estinguere con... [modificato]
- P380 – Evacuare la zona.
- P381 – In caso di perdita, eliminare ogni fonte di accensione.
- P390 – Assorbire la fuoriuscita per evitare danni materiali.
- P391 – Raccogliere la fuoriuscita.
- P301 + P310 – IN CASO DI INGESTIONE: contattare immediatamente un CENTRO ANTIVELENI/un medico/... [modificato]
- P301 + P312 – IN CASO DI INGESTIONE: in presenza di males sere contattare un CENTRO ANTIVELENI/un medico/... [modificato]
- P301 + P330 + P331 – IN CASO DI INGESTIONE: sciacquare la bocca. NON provocare il vomito.
- P302 + P334 – IN CASO DI CONTATTO CON LA PELLE: immergere in acqua fredda o av volgere con un bendaggio umido. [modificato]
- P302 è P335 + P334 – IN CASO DI CONTATTO CON LA PELLE: rimuo vere le particelle depositate sulla pelle. Immergere in acqua fredda [o avvolgere con un bendaggio umido]. [introdotto]
- P302 + P350 – [soppresso]
- P302 + P352 – IN CASO DI CONTATTO CON LA PELLE: Lavare abbondantemente con acqua/... [modificato]
- P303 + P361 + P353 – IN CASO DI CONTATTO CON LA PELLE (o con i capelli): Togliere gli indumenti contaminati. Sciacquare la pelle/fare una doccia. [modificato]
- P304 + P340 – IN CASO DI INALAZIONE: trasportare l'infortunato all'aria aperta e mantenerlo a riposo in posizione che favorisca la respirazione. [modificato]
- P304 + P341 – [soppresso]
- P305 + P351 + P338 – IN CASO DI CONTATTO CON GLI OCCHI: sciacquare accuratamente per parecchi minuti. Togliere le eventuali lenti a contatto se è agevole farlo. Continuare a sciacquare.
- P306 + P360 – IN CASO DI CONTATTO CON GLI INDUMENTI: sciacquare immediatamente e abbondantemente gli indumenti contaminati e la pelle prima di togliersi gli indumenti.
- P307 + P311 – [soppresso]
- P308 + P311 – In caso di esposizione o di possibile esposizione: contattare un CENTRO ANTIVELENI/un medico/... [introdotto da IV ATP]
- P308 + P313 – In caso di esposizione o di possibile esposizione, consultare un medico.
- P309 + P311 – [soppresso]
- P332 + P313 – In caso di irritazione della pelle: consultare un medico.
- P333 + P313 – In caso di irritazione o eruzione della pelle: consultare un medico.
- P335 + P334 – Rimuovere le particelle depositate sulla pelle. Immergere in acqua fredda/avvolgere con un bendaggio umido.
- P336 + P315 – Sgelare le parti congelate usando acqua tiepida. Non sfregare la parte interessata. Consultare immediatamente un medico. [introdotto]
- P337 + P313 – Se l'irritazione degli occhi persiste, consultare un medico.
- P342 + P311 – In caso di sintomi respiratori, contattare un CENTRO ANTIVELENI/un medico/... [modificato]
- P361 + P364 – Togliere immediatamente gli indumenti contaminati e lavarli prima di indossarli nuovamente. [introdotto da IV ATP]
- P362 + P364 – Togliere gli indumenti contaminati e lavarli prima di indossarli nuovamente. [introdotto da IV ATP]
- P370 + P376 – In caso di incendio: bloccare la perdita se non c'è pericolo.
- P370 + P378 – In caso di incendio: estinguere con l'estintore
- P370 + P380 – Evacuare la zona in caso di incendio.
- P370 + P380 + P375 – In caso di incendio: evacuare la zona. Rischio di esplosione. Utilizzare i mezzi estinguenti a grande distanza.
- P371 + P380 + P375 – In caso di incendio grave e di grandi quantità: evacuare la zona. Rischio di esplosione. Utilizzare i mezzi estinguenti a grande distanza.

### Consigli di prudenza – Conservazione
- P401 – Conservare secondo... [modificato]
- P402 – Conservare in luogo asciutto.
- P403 – Conservare in luogo ben ventilato.
- P404 – Conservare in un recipiente chiuso.
- P405 – Conservare sotto chiave.
- P406 – Conservare in recipiente resistente alla corrosione/... provvisto di rivestimento interno resistente.
- P407 – Mantenere uno spazio libero tra gli scaffali o i pallet.
- P410 – Proteggere dai raggi solari.
- P411 – Conservare a temperature non superiori a ... °C/... °F.
- P412 – Non esporre a temperature superiori a 50 °C/122 °F.
- P413 – Conservare le rinfuse di peso superiore a ... kg/... lb a temperature non superiori a ... °C/... °F.
- P420 – Conservare separatamente. [modificato]
- P402 + P404 – Conservare in luogo asciutto e in recipiente chiuso.
- P403 + P233 – Tenere il recipiente ben chiuso e in luogo ben ventilato.
- P403 + P235 – Conservare in luogo fresco e ben ventilato.
- P410 + P403 – Proteggere dai raggi solari. Conservare in luogo ben ventilato.
- P410 + P412 – Proteggere dai raggi solari. Non esporre a temperature superiori a 50 °C/122 °F.
- P411 + P235 – Conservare in luogo fresco a temperature non superiori a ... °C/... °F.
- P422 – [soppresso]

### Consigli di prudenza – Smaltimento
- P501 Smaltire il prodotto/recipiente in ... [...in conformità alla regolamentazione locale/regionale/nazionale/internazionale (specificare)]. Il fabbricante/fornitore è tenuto a specificare se le disposizioni in materia di smaltimento si applicano al contenuto, al contenitore o ad entrambi.
- P502 – Chiedere informazioni al produttore o fornitore per il recupero o il riciclaggio.